# Floyd megye (Virginia)
Floyd megye az Amerikai Egyesült Államokban, azon belül Virginia államban található. Megyeszékhelye és legnagyobb városa Floyd. Lakosainak száma 15 476 fő (2020. április 1.). Floyd megye Roanoke, Franklin, Patrick, Pulaski, Carroll és Montgomery megyékkel határos.

## Népesség
A megye népességének változása:
| Lakosok száma | 15 337 | 15 398 | 15 440 | 15 528 | 15 651 | 15 476 |
|               | 2010   | 2011   | 2012   | 2013   | 2015   | 2020   |